# Jocko Willink
John Gretton "Jocko" Willink (sinh ngày 8 tháng 9 năm 1971) là một tác giả, người dẫn podcast và cựu sĩ quan Hải quân Mỹ, từng phục vụ trong Hải quân SEAL Mỹ và là chỉ huy lực lượng đặc nhiệm Đội SEAL 3.
Willink là đồng tác giả của cuốn sách Extreme Ownership và The Dichotomy of Leadership (cùng với cựu đồng nghiệp SEAL Leif Babin) về lãnh đạo, trong đó Extreme Leadership đã đứng đầu danh sách sách bán chạy nhất (bestseller) của tạp chí New York Times. Willink dẫn chương trình cho một podcast hàng tuần có tên Jocko Podcast với học viên nhu thuật Brasil Echo Charles. Ông có bằng cử nhân tiếng Anh của Đại học San Diego.